# Bohuslava Ludvíková
Bohuslava Ludvíková (9. dubna 1855 Libáň – 31. května 1932 Chicago, Illinois) byla česko-americká divadelní herečka a divadelní ředitelka, sufražetka a feministka, pozdější členka americké sekce tzv. Prvního československého odboje, významná postava rozvoje českého divadla v česko-amerických komunitách ve Spojených státech. Po smrti svého manžela Františka Ludvíka roku 1910 převzala vedení První stálé českoslovanské divadelní společnosti, prvního stálého česky hrajícího divadelního souboru v USA, a de facto jej vedla v podstatě až do své smrti.

## Životopis

### Mládí
Narodila se v městečku Libáň ve východních Čechách v české rodině. V mladém věku se seznámila s divadelním hercem a režisérem Františkem Ludvíkem, který byl členem kočovné herecké společnosti Josefa Kullase a po jeho odchodu na odpočinek roku 1878 převzal jeho divadelní licenci. V jejích začátcích byla Ludvíková angažována jako herečka již jako Ludvíkova manželka. Soubor kočoval po městech a obcích, zejména v regionech s českou jazykovou většinou, tj. především ve východních a středních Čechách (Litomyšl, Dvůr Králové, Pardubice, Vysoké Mýto, Hradec Králové, Kolín, Mladá Boleslav atd.).

### Ludvíkova kočovná společnost
Roku 1892 sjednal František Ludvík smělý divadelní podnik v podobě výjezdu své společnosti do Spojených států u příležitosti Světové výstavy v Chicagu. Zde měl soubor účinkovat pro publikum z početné česko-americké komunity, koncentrované především právě v Chicagu. Americkým organizátorem výpravy byl česko-americký podnikatel a politik Sadílek, který zprostředkoval půjčkou 5 000 dolarů pro uhrazení nákladů. Soubor v počtu dvaadvaceti členů vyrazil na cestu z Roudnice nad Labem 5. března a přes Brémy vyplul na parníku Amerika přes Atlantský oceán, až 20. března dorazil do New Yorku. První představení, Preissové Gazdina roba, bylo sehráno 26. března 1893 před vyprodaným hledištěm newyorské Center Opera House, Bohuslava Ludvíková před představením pronesla uvítací proslov. Soubor se pak setkal s výrazným komerčním úspěchem a po dalších představeních v Baltimoru, Pittsburghu a Detroitu dorazil až do Chicaga, kde pak začal působit. Krátce po ukončení turné, 20. srpna 1893, secvičil soubor ve spolupráci s pěveckým sborem Lyra americkou premiéru Smetanovy Prodané nevěsty.

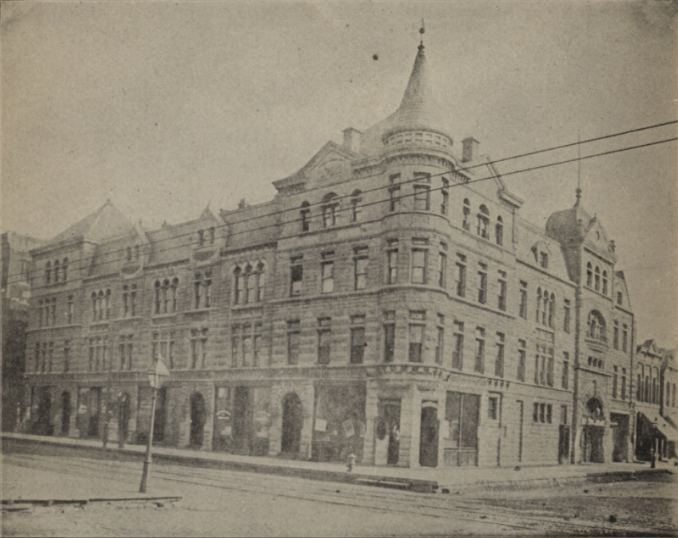
Duškova síň Thalia v Chicagu

Téhož roku bylo rozhodnuto o zřízení stálé divadelní scény pro potřeby společnosti, s názvem První stálá českoslovanská divadelní společnost. Ta našla své sídlo v sále Thalia vlastněným Janem Duškem. Jejímy členy byly vedle manželů Ludvíkových také František Šípek, Rudolf Inemann, hostoval zde také Josef Šmaha a další. Část souboru se pak roku 1894 vrátila zpátky do Čech, zbylí jeho členové, včetně manželů Ludvíkových, se v Chicagu usadili herecky působili. Divadlo hrálo jen o svátcích a nedělích, členové souboru vykonávali ještě druhé zaměstnání. Repertoár se skládal z české či zahraniční divadelní klasiky, případně česko-amerických frašek. V roce 1898 podnikl soubor úspěšný zájezd do Čech, s repertoárem v USA vzniknuvších dramat V srdci Chicaga a Jih proti Severu.
Bohuslava Ludvíková se i s manželem a dalšími ze souboru zapojila do českého komunitního života. Sama pak aktivně působila zejména v česko-amerických dámských spolcích, jako např. Velkovýbor Jednoty Českých Dam, sdružující Čechoameričanky především ve státě Illinois. Spolupracovala mj. se spolkovou činovnicí Annou Štolfovou. Po smrtí Františka Ludvíka roku 1910 následně převzala duchovní vedení souboru.

### První československý odboj
Po vypuknutí první světové války roku 1914 se začala angažovat v podpoře aktivit exilové skupiny Tomáše Garrigue Masaryka, Edvarda Beneše a Milana Rastislava Štefánika zasazujících se o vyhlášení samostatné ČSR. Jakožto předsedkyně dámského spolku Jednota Českých Dam podporovala vznik a činnost tzv. Českého národního sdružení, krajanské organizace snažící se dosáhnout podpory k uznání samostatného československého státu nezávislého na Rakousku-Uhersku. Jeho předsedou byl zvolen chicagský lékař Ludvík Fisher, funkci místopředsedkyně reprezentující české a slovenské ženy pak zastávala Anna Štolfová. Organizace shromažďovala diplomatickou a materiální pomoc snahám o vznik ČSR, jako např. podpora československých legionářů a vyslání vojenského a zdravotnického kontingentu na západní frontu ve Francii roku 1918.

### Po roce 1918
V dalších letech byla pak nadále činná v dámských sdruženích americko-československých kontaktech.

### Úmrtí
Bohuslava Ludvíková zemřela 31. května 1932 v 6 hodin večer v Chicagu ve věku 77 let.
Po její smrti pak činnost stálého česky hrajícího souboru v Chicagu zanikla.

### Rodinný život
Okolo roku 1880 se provdala za Františka Ludvíka.